# Рідина Сушина-Рорбаха
Рідина Сушина — Рорбаха — водний розчин тетрайодомеркурату барію {\displaystyle {\ce {Ba[HgI4]*5H2O}}} (подвійної солі двойодистої ртуті {\displaystyle {\ce {HgI2}}} і двойодистого барію {\displaystyle {\ce {BaI2}}}).

Жовта рідина. Максимальна густина 3,5 г/мл при н.у. (ПДК 0,5 мг/м3).
Розчин запропонований німецьким хіміком К. Рорбахом у 1883 р. як важка рідина.
Всі сполуки ртуті токсичні, викликають меркуріалізм (отруєння ртуттю) (ПДК 0,05 мг/м3).

## Застосування
Завдяки своїй густині використовується в мінералогічному аналізі для поділу зерен мінералів за їх густиною.
Для отримання рідини меншої питомої ваги на поверхню концентрованого розчину Рорбаха наливають води і залишають у спокої до тих пір, поки не закінчиться дифузія. При неакуратному розведенні рідина швидко розкладається з виділенням червоної двойодистої ртуті.